# 張令聞
張令聞（1561年—？），字叔闇，號畏碞，直隸常州府江陰縣人，軍籍，明朝政治人物。

## 生平
萬曆十三年（1585年）乙酉科應天府鄉試一百十名，萬曆十四年（1586年）丙戌科會試二百二十一名，登三甲第五十六名進士。工部观政，本年养病，十七年授直隸定興知縣，十九年改任松江府儒學教授，二十二年升國子監博士，二十六年升刑部主事，二十九年升员外郎，三十一年升郎中，三十二年升任福建汀州府知府，三十三年京察去職。

## 家族
曾祖張綸；祖父張輅，曾任楚府良醫；父張岊。母馮氏；生母陳氏。慈侍下。兄令德、令圖、弟令名。